# Mike Powell
Michael Anthony „Mike” Powell (ur. 10 listopada 1963 w Filadelfii) – amerykański lekkoatleta, skoczek w dal.

## Życiorys
Mike Powell jest aktualnym rekordzistą świata w skoku w dal. W 1991 podczas Mistrzostw Świata w Tokio pobił 23-letni rekord Boba Beamona o 5 centymetrów. Za to osiągnięcie Powell otrzymał wiele nagród, m.in. nagrodę im. Jamesa E. Sullivana dla najlepszego sportowca-amatora USA oraz najlepszego zagranicznego sportowca roku BBC.
Zdobyty w Tokio tytuł mistrzowski obronił dwa lata później na Mistrzostwach Świata w Stuttgarcie. Na kolejnych mistrzostwach w 1995 zdobył brązowy medal. 
Mike Powell był też dwukrotnym srebrnym medalistą olimpijskim w LIO 1988 i w 1992. Sportowiec wielokrotnie ustępował, pod względem wyników, rodakowi Carlowi Lewisowi.
W 1993 wygrał Finał Grand Prix IAAF rozgrywany w Londynie.
Brał udział również na igrzyskach olimpijskich w Atlancie, tamtejszy występ ukończył na 5. miejscu.

## Rekordy życiowe
- skok w dal – 8,95 (1991) – rekord świata
- skok w dal (hala) – 8,44 (1993)